# Louis de Haynin
Louis de Haynin, né en 1582, est un écrivain Wallon. 
Il a rédigé plusieurs écrits sur la Wallonie de 1621 à 1628. 

## Biographie
Fils d'Adrien de Haynin, écuyer, bailli général du chapitre de Cambrai, et de Françoise de Louvel, Louis est homme d'armes, seigneur du Cornet, de Frémicourt et appartient à la branche cadette du Cornet de la Maison de Haynin, rameau des seigneurs du Cornet et de Frémicourt, une très ancienne famille de la noblesse du Hainaut.
Reçu bourgeois de Douai, le 29 mars 1618, il occupe dans cette ville les fonctions d'échevin en 1622 et 1625, chef de six hommes en 1628, 1631, 1634 et 1636, chef des échevins ou du magistrat, en 1629, 1632, 1635 et 1638.
Le 29 janvier 1629 il épouse Anne Le Merchier, fille d'Antoine et de feu Marguerite du Fay de Hulluc, puis le 25 septembre 1638 Marie de Pronville.
Il est créé chevalier par des lettres-patentes de Philippe IV, signées à Madrid le 9 août 1633. 
Il décède à Douai, le 5 septembre 1640.

## Œuvres
- Un discours des guerres de Bohême depuis l'arrivée des Vallons, jusque après la mort déplorable de ce vaillant, prudent et généreux chef de guerre comte de Busquoy, Douai, 1621
- Petit Mercure Vallon des guerres de Savoie et de Bohême, Douai, 1622.
- Histoire générale des guerres de Savoie, de Bohême, du Palatinat et des Pays-Bas 1616-1627 par le seigneur Du Cornet, Gentilhomme belgeois, 1628.